# Diocèse décentralisé d'Épire-Macédoine-Occidentale
Le diocèse décentralisé d'Épire-Macédoine occidentale (grec moderne : Αποκεντρωμένη Διοίκηση Ηπείρου - Δυτικής Μακεδονίας) est une subdivision administrative régionale de l'administration centrale créé par 1er janvier 2001 par le programme Kallikratis regroupant les services administratifs d'État des périphéries d'Épire avec celle de Macédoine-Occidentale. Il est actuellement dirigé par le secrétaire général par intérim Vasileios Michelakis.
Le siège de cette nouvelle entité se trouve à Ioannina.

## Caractéristiques
Couvrant une superficie de 18 654 km2, l’Épire et la Macédoine-occidentale sont de taille moyenne. Avec une population totale de 620 545 habitants en 2011, il s'agit toutefois de l'une des sept administrations décentralisées les moins peuplées de Grèce, devancée par l'administration décentralisée de la mer Égée.

## Diocèses décentralisés
Les diocèses décentralisés jouissent d'une autonomie à la fois administrative et financière et exercent des compétences décentralisées en matière d'urbanisme, de politique environnementale et énergétique, de foresterie, de migration et de citoyenneté. En outre, ils sont chargés de superviser les organes autonomes de premier et de second niveau : les municipalités et les régions, en l'occurrence les 30 municipalités d'Épire et de Macédoine occidentale, et les deux régions elles-mêmes.

## Secrétaires généraux
Chaque diocèse est dirigé par un secrétaire général, nommé ou révoqué par décision du cabinet à la demande du ministre grec de l'Intérieur. Les secrétaires généraux sont donc considérés comme les hauts représentants du gouvernement national dans les régions.
Le secrétaire général par intérim actuel est Vasileios Michelakis.
Depuis sa création en 21011, les secrétaires généraux suivants ont été nommés :
- Dimitra Georgakopoulou-Basta (janvier 2011 - août 2012)
- Ilias Theodoridis (août 2012 - août 2013)
- Eftaxa Basiliki (août 2013 - février 2015)
- Vasileios Michelakis, depuis février 2015